# Romeo (группа)
Romeo (кор.: 로미오), в основном стилизованная под ROMEO — южнокорейская мужская группа, образованная под руководством Pony Canyon Korea и CT Entertainment в 2015 году. Группа состоит из семи членов: Сынхван, Юнсон, Минсон, Майло, Кайл, Хёнкён, Канмин. 7 мая 2015 года группа дебютировала, выпустив свой новый мини-альбом, под названием The Romeo.

## Карьера

### 2015: Дебют «The Romeo» и камбэк с «Zero In»
В конце апреля 2015 года, было объявлено о том, что японская компания Pony Canyon заключила партнерство с южнокорейским агентством CT Entertainment для дебюта Romeo, планируя свой представить их публике в мае. Представитель CT Entertainment сказал журналистам: "Были случаи, когда японские музыкальные лейблы подписывались в популярных корейских актах, но японский музыкальный лейбл вряд ли захочет начать спонсировать корейскую группу, и это маловероятно, потому что это большое соглашение и доверие между «Pony Canyon» и «CT Entertainment». После этого объявления их агентство выпустило партию дразнилок с тизерами участников, начиная с Хёнкёна и заканчивая Юнсоном и Минсоном. 27 апреля был выпущен тизер общей группы. Их агентство выпустило очередной тизер 30 апреля, на этот раз с участием Юнсона, посвященный «Man in the Mirror» Майкла Джексона. 7 мая, вместе с дебютным EP The Romeo был выпущен полный видеоклип на песню «Lovesick». В тот же день, группа дебютировала на M! Countdown.
28 октября было объявлено, что Romeo собирается вернуться 5 ноября со своим вторым мини-альбомом Zero In. 30 октября группа выпустила свой первый тизер для заглавной песни «Target», а 1 ноября — второй тизер. 3 ноября они выпустили смесь песен из Zero In, а 4 ноября выпустили полный видеоклип на песню «Target».

### 2016: Проект Romeo, «Miro» и «First Love»
17 мая CT Entertainment сообщило, что 23 мая Romeo собирается выпустить летний цифровой сингл «Nightmare». Группа выпустила тизеры с участием семи членов, прежде чем выпустить видео-тизер 20 мая. Через три дня вышло полное музыкальное видео для «Nightmare» вместе с одноимённым синглом эпонимом.
17 июня группа дебютировала в своем первом реалити-шоу «Romeo Project in Taiwan» на MBC Music.
19 июня было объявлено о выпуске нового EP, который должен будет выйти 23 июня. Затем группа выпустила два тизера с концепцией «Алиса в Стране Чудес» для их новой песни «Miro» из EP эпоним, с участием Минхо из SHINee. Было объявлено, что Минхо принял участие в съемках MV в качестве благодарности генеральному директору CT Entertainment, который раньше был менеджером SHINee. 23 июня вышло полное музыкальное видео Miro, а также EP эпоним, выпущенный в трех различных версиях. 5 июля была выпущена полная версия их нового мини-альбома. Группа показала, что их хореография для «Miro» была вдохновлена фильмом «Бегущий в лабиринте».
17 августа CT Entertainment объявило, что 22 августа Romeo собирается выпустить специальное издание «Miro» под названием «First Love» с заглавной песней «Treasure». Кроме того, они также выпустили несколько тизеров с участниками.

## Участники
- Сынхван (кор.: 승환), настоящее имя: И Сын Хван (кор.: 이승환), родился 10 декабря 1994 г. Является лидером группы.
- Юнсон (кор.: 윤성), настоящее имя: Хван Юн Сон (кор.: 황윤성), родился 19 марта 1996 г.
- Майло (кор.: 마일로), настоящее имя: Ким Мин Хак (кор.: 김민학), родился 20 августа 1996 г.
- Минсон (кор.: 민성), настоящее имя: Ким Мин Хви (кор.: 김민휘), родился 24 декабря 1996 г.
- Кайл (кор.: 카일), настоящее имя: Ма Джэ Кён (кор.: 마재경), родился 15 января 1997 г.
- Хёнкён (кор.: 현경), настоящее имя: Ким Хён Джон (кор.: 김현종), родился 5 сентября, 1998 г.
- Канмин (кор.:강민), настоящее имя: Но Кан Мин (кор.: 노강민), родился 5 сентября 1999 г.

## Дискография

### Мини-альбомы
| Название  | Детали                                                                                                  | Позиции в чартах | Продажи       |
| Название  | Детали                                                                                                  | KOR              | Продажи       |
| --------- | --- | ---------------- | ------------- |
| The Romeo | - Выпущен: 7 мая 2015 г. - Лейбл: CT Entertainment - Формат: CD, digital download                       | 12               | - KOR: 3,858+ |
| Zero In   | - Выпущен: 5 ноября 2015 г. - Лейбл: CT Entertainment - Формат: CD, digital download                    | 13               | - KOR: 2,368+ |
| Miro      | - Выпущен: 23 июня 2016 г. - Лейбл: CT Entertainment - Формат: CD, digital download                     | 6                | - KOR: 8,784+ |
| Miro      | - Перевыпущен: 22 августа 2016 г. (First Love) - Лейбл: CT Entertainment - Формат: CD, digital download | 17               | - KOR: 1,601+ |
| Without U | - Выпущен: 8 марта 2017 г. - Лейбл: CT Entertainment - Формат: CD, digital download                     | 6                | - KOR: 8,532+ |

### Синглы
| Название                  | Год  | Позиции в чартах | Альбом     |
| Название                  | Год  | KOR              | Альбом     |
| ------------------------- | ---- | ---------------- | ---------- |
| «Lovesick» (예쁘니까)     | 2015 | —                | The Romeo  |
| «Target»                  | 2015 | —                | Zero In    |
| «Nightmare» (악몽)        | 2016 | —                | First Love |
| «Miro»                    | 2016 | —                | First Love |
| «Treasure»                | 2016 | —                | First Love |
| «Without U» (니가 없는데) | 2017 | —                | Without U  |

## Фильмография

### Реалити/Развлекательные шоу
| Год          | Название                | Канал       | Участники | Замтеки      |
| ------------ | ----------------------- | ----------- | --------- | ------------ |
| 2015         | After School Club       | Arirang TV  | Все       | Эпизод № 188 |
| 2015-ongoing | Idol x Idol             | Naver V App | Все       |              |
| 2016         | Romeo Project in Taiwan | MBC Music   | Все       |              |
| 2016         | After School Club       | Arirang TV  | Все       | Эпизод № 220 |

## Видеография

### Музыкальные видеоклипы
| Название                  | Год  | Руководитель              |
| ------------------------- | ---- | ------------------------- |
| «Lovesick»                | 2015 | Jo Soohyun @ Picture Nuts |
| «Target»                  | 2015 | Lee Sagang @ Zanybros     |
| «Target (Dance ver.)»     | 2015 | Lee Sagang @ Zanybros     |
| «Nightmare»               | 2016 | N/A                       |
| «Miro»                    | 2016 | Lee Sagang @ Zanybros     |
| «Miro (Dance ver.)»       | 2016 | Lee Sagang @ Zanybros     |
| «Treasure»                | 2016 | N/A                       |
| «Without U» (니가 없는데) | 2017 | N/A                       |

## Награды и номинации

### Gaon Chart K-Pop Awards
| Год  | Категория              | Получатель | Результат   |
| ---- | ---------------------- | ---------- | ----------- |
| 2015 | New Artist of the Year | Romeo      | Номинирован |

### Seoul Music Awards
| Год  | Категория            | Получатель | Результат   |
| ---- | -------------------- | ---------- | ----------- |
| 2015 | Bonsang Award        | Lovesick   | Номинирован |
| 2015 | New Artist Award     | Romeo      | Номинирован |
| 2015 | Popularity Award     | Romeo      | Номинирован |
| 2015 | Hallyu Special Award | Romeo      | Номинирован |